# Dólgoye (Oriol)
Dólgoye (ruso: До́лгое) es un asentamiento de tipo urbano de Rusia, capital del raión homónimo en la óblast de Oriol.
En 2023, la localidad tenía una población de 3508 habitantes. En su territorio no hay pedanías.
Se ubica unos 40 km al sur de Livny, junto al límite con la óblast de Kursk.

## Historia
Tiene su origen en la estación de tren "Dólgaya" (Долгая), construida en esta ubicación en la línea de Livny a Kshenski. En torno a esta estación, en la primera mitad del siglo XX se formó un poblado ferroviario, pero en principio era un caserío de pocos edificios y no alcanzó los mil habitantes hasta mediados de siglo. Cuando en 1928 se formaron los raiones de la óblast de Chernozem Central, se estableció la capital distrital de la zona en el vecino pueblo de Výshneye Dólgoye. En 1944, dentro de los planes para recuperar económicamente la zona tras la invasión alemana, se trasladó la capital del raión al poblado de la estación "Dólgaya", que desde entonces pasó a denominarse "Dólgoye". Adoptó el estatus de asentamiento de tipo urbano en 1974. Al finalizar el siglo XX llegó a tener más de cinco mil habitantes, pero posteriormente ha perdido mucha población por el cierre de industrias.